# Janey Buchan
Janey Buchan (n. 30 aprilie 1926, Glasgow, Scoția, Regatul Unit – d. 14 ianuarie 2012, Brighton, Anglia, Regatul Unit) a fost o politiciană britanică, membră a Parlamentului European în perioadele 1979-1984, 1984-1989 și 1989-1994 din partea Regatului Unit. 